# Pseudotolna marshalli
Pseudotolna marshalli là một loài bướm đêm trong họ Noctuidae.